# アルツェナウ
アルツェナウ（ドイツ語: Alzenau, [ˈalt‿səna‿u]、2006年12月31日まではアルツェナウ・イン・ウンターフランケン (Alzenau i.UFr.) が公式名称であった）は、ドイツ連邦共和国バイエルン州ウンターフランケン行政管区のアシャッフェンブルク郡北部の市である。

## 地理

### 位置
アルツェナウは、ライン＝マイン地方の東の辺縁部、ウンター・カールグルント地方に位置する。市域のほとんどが、ハーネンカム（海抜 437 m）を含むシュペッサルト山地の西の支脈沿い、あるいはその間に位置している。約2600 ha の森林と 85 ha のブドウ畑が、「シュタット・イム・グリューネン」（緑の街）と呼ばれる所以である。こうした自然環境でありながら、近隣を通るアウトバーン A45号線やカールグルント鉄道によって、短時間のうちにアシャッフェンブルク、ハーナウ、フランクフルト・アム・マインにアクセスできる。アルツェナウ市内をカール川が貫いている。

### 隣接する市町村
アルツェナウは、北はローデンバッハ、北東はフライゲリヒト（ともにヘッセン州マイン＝キンツィヒ郡）、東はメムブリス、南東はヨハネスベルク、南はカールシュタイン・アム・マイン、西はカール・アム・マイン（以上、アシャッフェンブルク郡）と境を接している。

アルツェナウの市区の配置と土地利用図。ピンクが市街地、白が緑地および耕作地、緑が森林である。

### 市の構成
アルツェナウには 6つの市区がある。
| 市区                        | 人口（人） | 高度 （海抜、m） |
| --------------------------- | ---------- | ---------------- |
| アルプシュタット (Albstadt) | 1,248      | 160              |
| アルツェナウ (Alzenau)      | 7,756      | 126              |
| ヘルシュタイン (Hörstein)   | 3,242      | 150              |
| ケルベラウ (Kälberau)       | 1,322      | 139              |
| ミヒェルバッハ (Michelbach) | 2,892      | 141              |
| ヴァッサーロス (Wasserlos)  | 2,525      | 173              |
| アルツェナウ市計            | 18,985     |                  |

小集落のデルストヘーフェとシュロス・マイゼンハウゼンは公式な市区ではない。
ブルーフハウゼンとプリショスは、アルツェナウ市内に含まれる。かつての集落エルツェ、オーバーシュール、ザクセンハウゼンは、現在、構造上アルツェナウと一体化しており、単なる居住区として扱われている。

## 地名

### 語源
この街の母体となった村「ヴィルムンツハイム・フォア・デア・ハルト」(Wilmundsheim vor der Hart) は、10世紀に Vuillimundesheim として文献に記録されている。この名前は、人名ヴィリムント (Willimund) に由来する。語尾につく「vor der Hart」は中高ドイツ語で「森」を意味する単語 hart を含んでおり、ホーエ・マルク（山）の森林地域に位置することを示している。その後どういう経緯でアルツェナウという村名に替わったのか、詳細は明らかでない。これについて以下の2つの仮説が立てられている。
- アルツェナウ城は「アル・ツー・ナーエ」(All zu nahe) という名前が原型とされており、その下に位置するこの集落も同一であるという説。All は、初期新高ドイツ語の基本語 au（川辺の草原）であり、この入植地にも適用された[6]。「アル・ツー・ナーエ」という城の名前は、創設の伝承に由来する。
- アルツェナウという地名は、ハンノキを意味する言葉「Altze」（cf. ゲンルマン祖語 *alisō）[7]に、川を意味する「ahe」がついたものである。つまり、ハンノキが立つ小川を意味している。これはつまりカール川のことであり。その畔にある、城の麓の小さな集落を指すようになった[8]。

語尾の au は、近隣のケルベラウやハーナウといった街を見習ったか、あるいはマインツ司教領の公的命名法の改訂によって変更されたものであると考えられる。語尾の「イン・ウンターフランケン」は、時代によっては「イン・マインフランケン」とも表記されたが、20世紀にアルツェナウ・イン・シュレジエン（現在のポーランド領 Olszanka）と区別するために用いられた。カール流域の方言ではこの街は アルゼナー (Alsenah)、住民はアルゼネーヒャー (Alsenehcher) と呼ばれる。

### 歴史的表記
様々な史料や文献上の、この集落の古い表記は以下のものがある。
| - 953年 Vuillimundesheim - 1000年 Uuillimuntesheim - 1175年 Willemundesheim - 1282年 Wilmosheim - 1311年 Wilmundsheim - 1339年 Wilmatsheym - 1361年 Wylmutzheym | - 1487年 Wolmetßheim bey Altzenahe - 1515年 Wolmezheim vel Alzena - 1529年 Altzenaue - 1805年 Alzenau - 1929年 Alzenau in Unterfranken - 2007年 Alzenau |

## 歴史

### 先史時代
アルツェナウ市内には鐘状ビーカー文化（紀元前2600年）の墓地、骨壺墓地文化（紀元前1000年頃まで）の火葬墓やハルシュタット時代（旧鉄器時代）の墓地といった考古学的発掘現場がある。

### 中世
アルツェナウの最も古い文献記録は 950年になされている。この史料にはカール川左岸のヴィルムンツハイム村が記録されている。
アルツェナウは、同名のアルツェナウ裁判区の主邑であり、アルツェナウ自由裁判所の 4つの裁判所の一つであった。この自由裁判所に関する現存する最も古い証拠は1309年のものである。市章の金の小枝はその後継であることを象徴している。この自由裁判所は帝国直轄ではあったが、帝国はこの地域を繰り返し質入れし、あるいは下賜してきた。領主は何度も入れ替わり、このため領主はしばしば入れ替わり、その中にはハーナウ家（後のハーナウ伯）、ランデンブルク家、エップシュタイン家も含まれた。
マインツ大司教・選帝侯は、13世紀前半に御猟場の所有者となり、その権利を護るために1395年から1399年に、ヴィルムンツハイムのカール川を挟んだ対岸にアルツェナウ城を築いた。この城の麓の入植地は、都市型の発展をしていなかったが、1401年にローマ王ループレヒトによって都市権と市場開催権を授けられた。後に旧ヴィルムンツハイムは、カール川右岸の入植地と融合し、アルツェナウの名称を受け容れた。

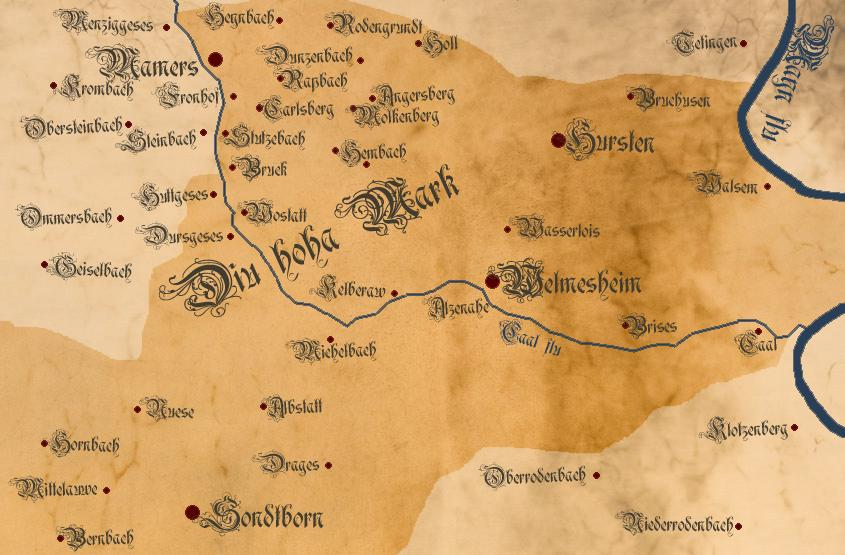
16世紀のヴィルムンツハイム・フォア・デア・ハルト自由裁判所管区地図。北が下に描かれている。

### 近世以後
1500年にローマ＝ドイツ王マクシミリアン1世は自由裁判区全域をマインツ大司教とハーナウ＝ミュンツェンベルク伯に共同統治領として授封した。この共同統治時代に、この自由裁判区にはマインツ大司教による教会の司法権が行使され、ハーナウ＝ミュンツェンベルク伯領で起こった宗教改革はこの地に及ばなかった。アルツェナウはローマ＝カトリックの信仰に留まったのである。
1736年にハーナウ家最後の男系後継者であるヨハン・ラインハルト3世伯が亡くなった際、アルツェナウ共同統治領のハーナウ家側も相続協定に従ってヘッセン＝カッセル方伯領となった。この相続が共同統治領にまで及ぶか否かについて、その後マインツ選帝侯とヘッセン＝カッセル方伯との間しばしば紛争となった。この対立は、共同統治領を実際に分割することを想定した妥協によって終結した。
1803年の帝国代表者会議主要決議によって、アムト・アルツェナウはヘッセン＝ダルムシュタット方伯領、1806年以後はヘッセン大公国領となった。1816年6月30日にフランクフルト・アム・マインにおいてオーストリア、プロイセン、ヘッセン＝ダルムシュタットの間で締結され、同年7月7日に発効した協定によって、アルツェナウはバイエルン王国領となった。
1862年7月1日、ベツィルクスアムト・アルツェナウが創設され、アルツェナウはその主邑となった。カールグルント鉄道の建設によりこの街（およびカールグルント全域）は、1898年に鉄道網に接続した。カールグルント鉄道は工業化を促進し、特にタバコ工場の誘致に寄与した。1902年にはカールグルントに 21のタバコ工場があり、850人が働いていたが、1960年代に最後のタバコ工場が閉鎖された。

### 市町村合併
1951年にアルツェナウは、バイエルン州から改めて都市権を与えられた。郡の再編に伴って、1972年7月1日にアルツェナウ郡とアシャッフェンブルク郡が統合された。1972年1月1日、ケルベラウが本市に合併した。同年7月1日にアルプシュタットとヴァッサーロス、1975年7月1日にヘルシュタインとミヒェルバッハがこれに続いた。

## 住民

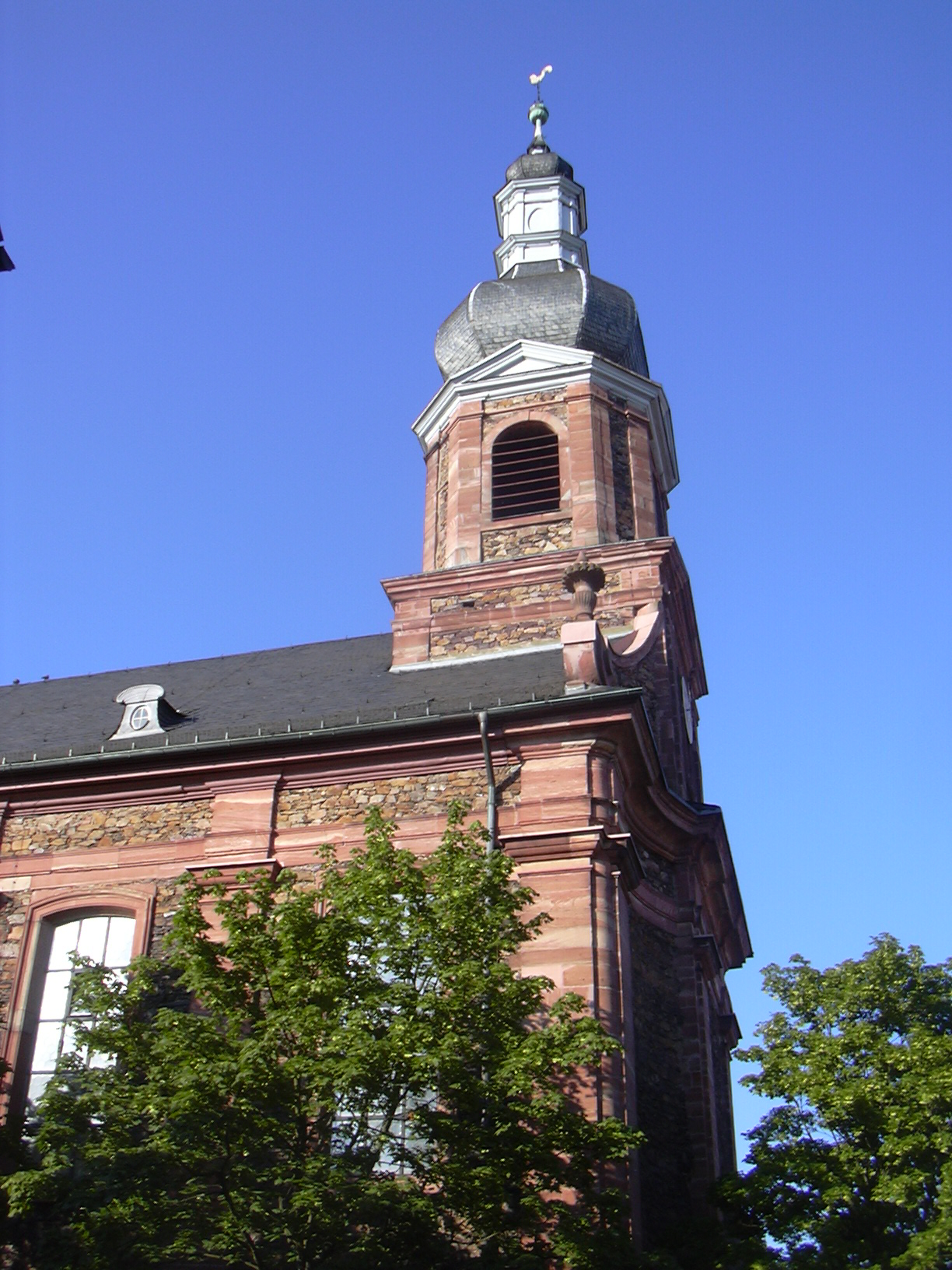
聖ユスティヌス教会

### 宗教
- ローマ＝カトリック教会聖ユスティヌス教会: 住民の多くがローマ＝カトリック信者である。
- 福音主義ルター派教会ペテロおよびパウロ教会
- イスラム教スンニ派教団: 数十年前から存在している。アルツェナウのモスク Yavuz Sultan Selim Han Camii は、上部団体のない自由モスクである。

## 行政

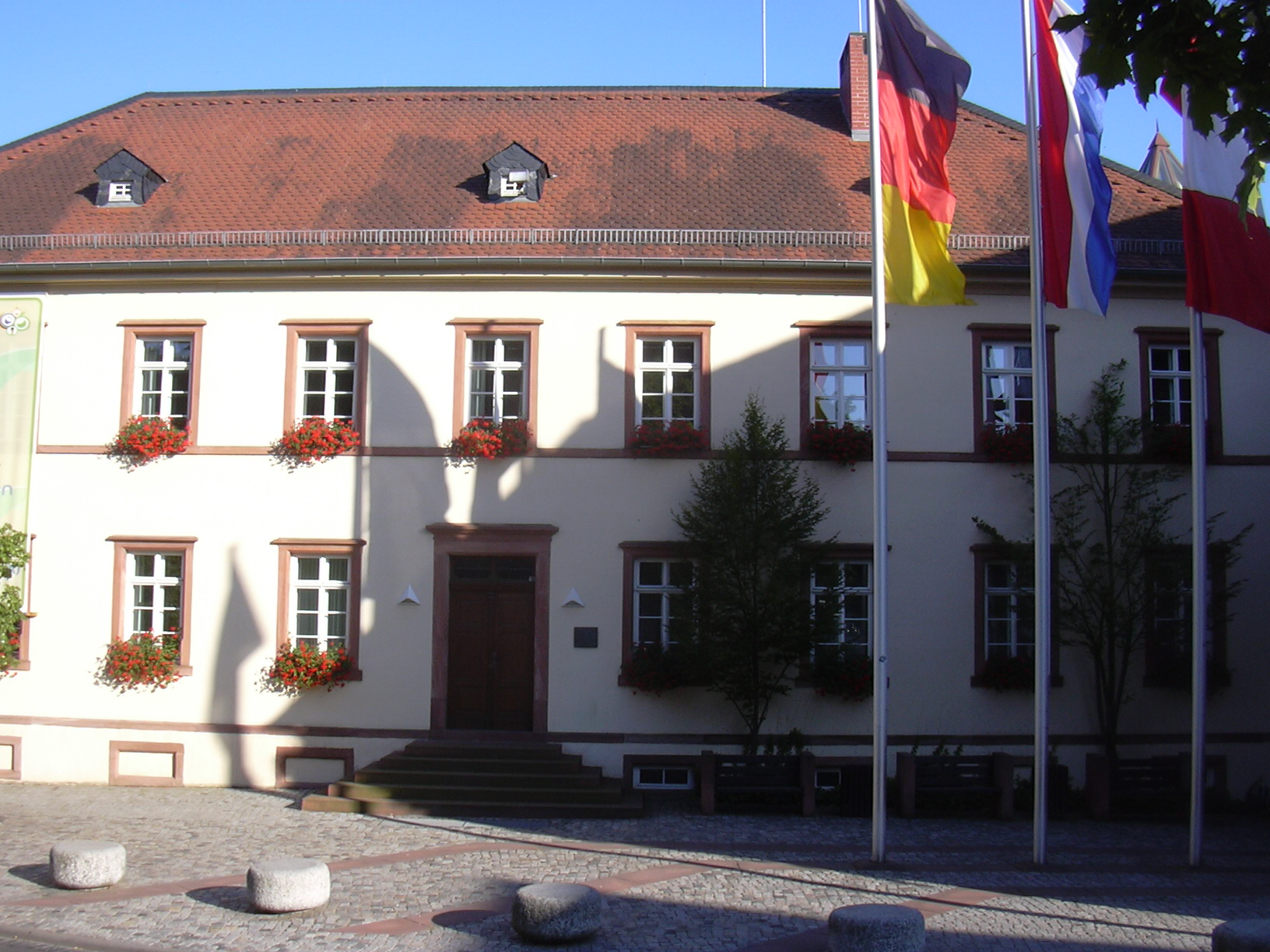
アルツェナウ市庁舎

### 市議会
アルツェナウの市議会は24人の議員と投票権を持つ市長とで構成されている。

### 紋章
図柄: 赤地。2本の交差した金の声だの上に6本のスポークを持つ銀の輪。
紋章の歴史: この紋章は1926年から使用されている。6本スポークの銀の輪は、アルツェナウがマインツ大司教領であったことを示している。2本の金の小枝は、自由裁判所の役人の任命章であった。役人はこの地域の自由民から選出された。

### 姉妹都市
- シント＝ウーデローデ（オランダ語版、英語版）（オランダ、北ブラバント州）
- プファフシュテッテン（ドイツ語版、英語版）（オーストリア、ニーダーエスターライヒ州）ヘルシュタインの姉妹都市である。
- タオン＝レ＝ヴォージュ（フランス語版、英語版）（フランス、ヴォージュ県）[14]

## 経済と社会資本
この街は、並外れて多くの企業が立地していることを特徴としている。その多くの部分がハイテク分野である。アルツェナウは1999年に「経済に友好的な自治体」優秀賞を、バイエルン州の経済・交通・技術大臣から手渡された。

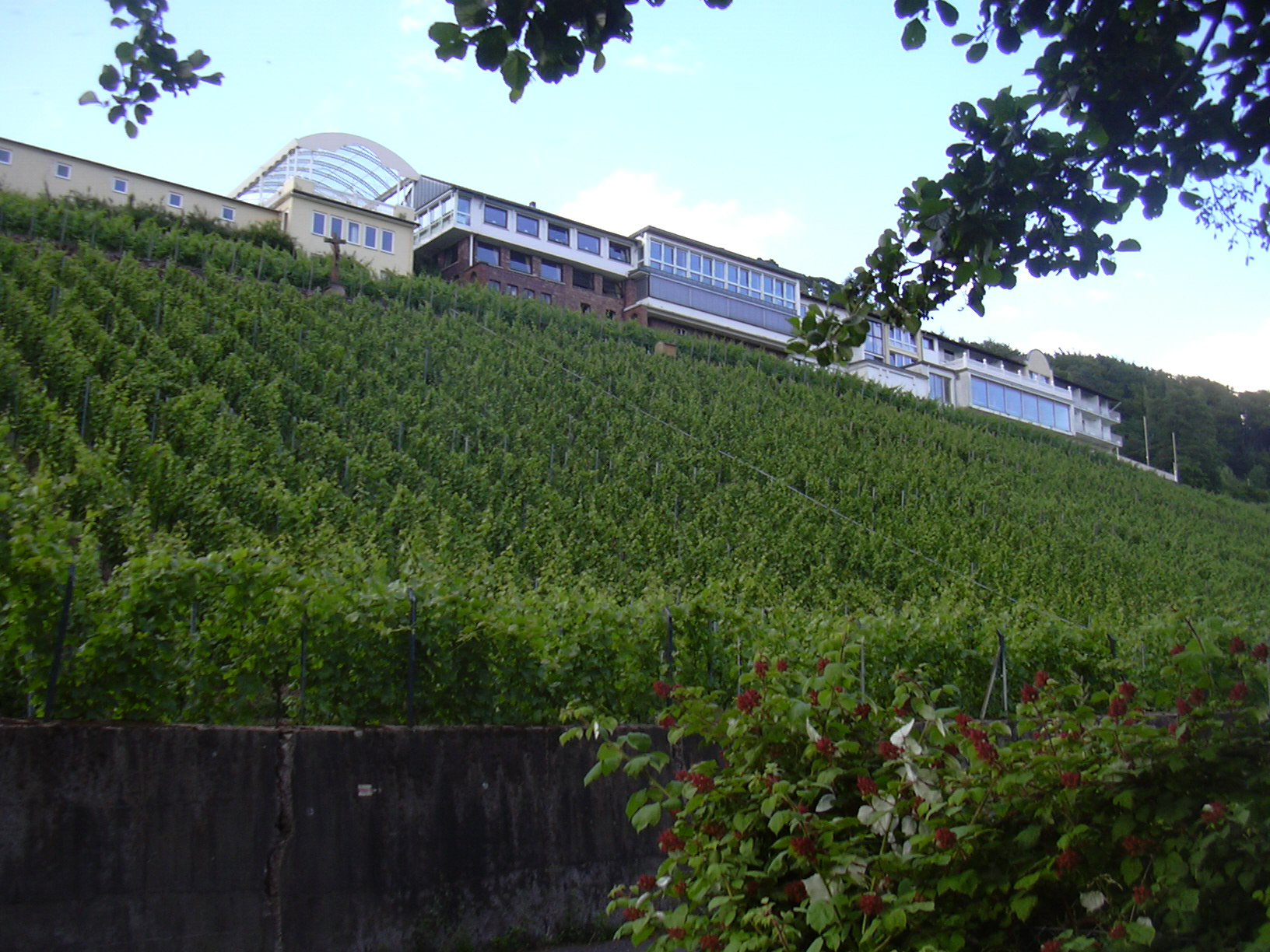
ヴァッサーロスのワイン山

### 農林業、ワイン製造
ミヒェルバッハ、ヴァッサーロス、ヘルシュタインではフランケンワインが製造されている。アルプシュタットでも19世紀末までブドウ栽培が行われていた。現在も残る丘陵地のブドウ畑がそれを物語っている。ブドウ栽培は、ゼーリゲンシュタット修道院の修道士らによってアルツェナウに持ち込まれた。しかし、農林業はこの街での重要性を失ってしまっている。

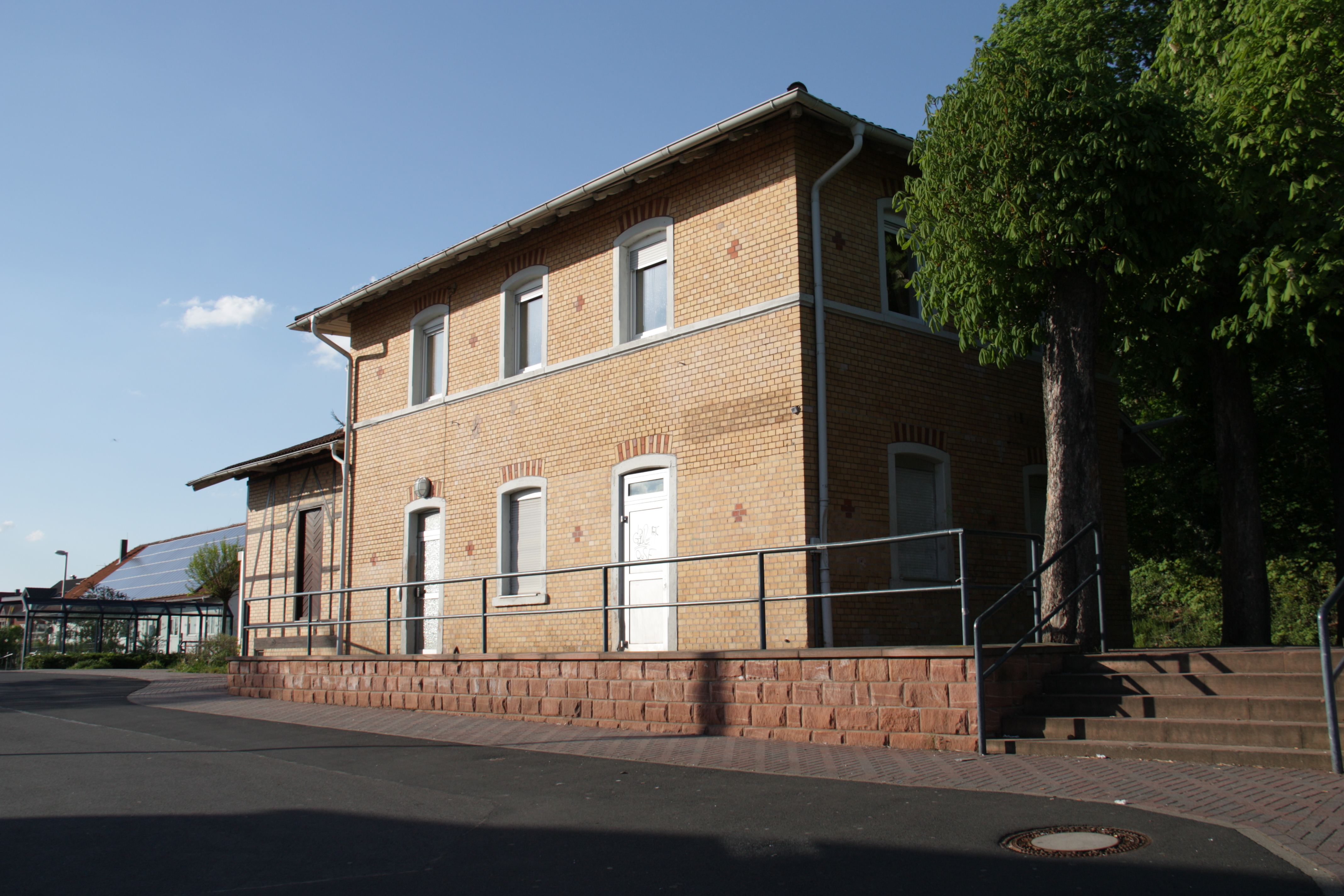
アルツェナウ駅

### 交通
アルツェナウには、連邦アウトバーン A45号線のインターチェンジが3箇所ある。最も新しい「アルツェナウ・ミッテ」インターチェンジは、何年もの計画期を経た末に2007年11月23日に開通し、アルツェナウとカールとを結ぶ道路からアウトバーンに乗り入れることができるようになった。これによりカールとアルツェナウの工業地域は、アウトバーンへのより良好なアクセスを手に入れた。カールグルント鉄道は、この街をカール・アム・マイン駅やハーナウ駅と結んでいる。ハーナウではSバーンや長距離列車に乗り換えることができる。
いくつかの市区はシティー＝バス路線が運行されている。ある路線は1時間ごとに、ゾムボルンから、アルプシュタット、ミヒェルバッハ、ケルベラウ、アルツェナウを経由し、ヴァッサーロスおよびヘルシュタインと抜けた後、地方バスとしてさらにデッティンゲン駅を経由してカールシュタインまで運行している。デッティンゲン駅では、アシャッフェンブルク行きあるいはヴュルツブルク行きのローカル列車に乗り換えることができる。
交通の便がよい立地は、この街にとって重要なファクターであり、フランクフルト空港まで車で 30 – 40 分で到着できる。

### 地元企業
アルツェナウに存在する企業のうちいくつかを列記する:
- ヒュンダイ・モータースポーツ GmbH WRC ラリー WM
- ABB オートメーション・プロダクツ
- アプライド・マテリアルズ
- バイオテスト・メディツィーンテクニーク
- ライボルト・オプティクス
- MSC ソフトウェア（英語版）
- ヌーケム
- クセラ（ドイツ語版、英語版）
- リドル中央倉庫
- マインドジェット
- ダンロピロー

### 官公庁、役所
- アシャッフェンブルク区裁判所アルツェナウ支所
- アルツェナウ市役所
- アルツェナウ警察監査局
- アシャッフェンブルク郡役場 – アルツェナウ自動車登録分署
- 連邦技術救援組織（ドイツ語版、英語版）のアルツェナウ連盟
- アルツェナウ市消防団

### 教育機関
この街には以下の教育機関がある（1999年現在）:
- 幼稚園: 764人受け容れ可能、園児数 705人
- フォルクスシューレ: 4校、教員数 81人、児童数 1432人
- 実科学校: 1校、教員数 45人、生徒数 1000人
- ハーネンカムシューレ、学習養護学校
- シュペッサルト＝ギムナジウム・アルツェナウ: 生徒数約 1500人
- アルツェナウ市立図書館
- アルツェナウ市立音楽学校
- カール＝アルツェナウ＝カールシュタイン市民大学、アルツェナウ教室
- 市の森の「緑の教室」

### レジャー施設、スポーツ施設
各市区には、数多くのスポーツクラブのための体育館やグラウンドが存在している。各市区には遊戯広場があり、一部の市区（アルツェナウ）にはボルツ場、バスケットボールコート、ローラースケート用施設もある。夏には、ヴァルトシュヴィムバート（森の水泳プール）やメーアホーフゼー（湖の水浴場）がオープンする。さらにエディト＝シュタイン実科学校の水泳プールは、週のうち数日は夕方になると一般に開放されている。廃坑となった褐炭の露天採掘場から形成されたカーラー・ゼーンプラッテ（カール湖水地区）の湖は、周囲 5 km から 10 km ほどである。
FCバイエルン・アルツェナウは、プリショスの市立スタジアムでホームゲームを開催している。

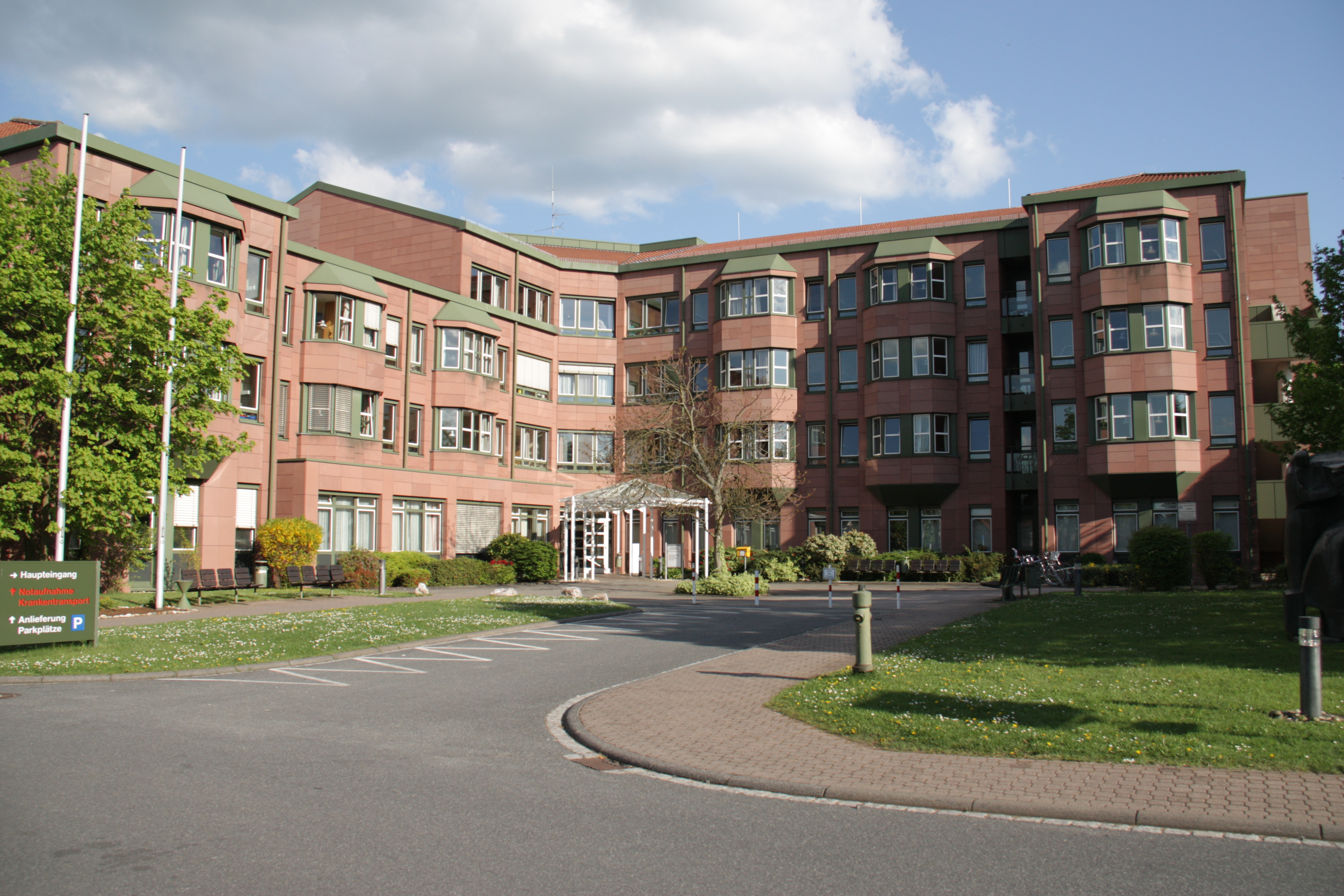
アルツェナウ＝ヴァッサーロス郡立病院

### 健康、医療
- アルツェナウ＝ヴァッサーロス郡立病院

### 老人
- カリタス＝ソーシャルステーション聖パウルス
- アルツェナウ老人日帰り施設
- ハウックヴァルト居住パーク
- BRK老人ホーム

### 青少年施設
- 青少年会館「テーシュトゥーベ」
- 青少年センター「ジャンプ・イン」
- ローラースケート場

### ゴミ処理
- リサイクリング施設
- 6か所の緑化廃棄物収集場

## 文化と見所

### 方言と訛り
アルツェナウでは、周辺の地域と同じように、ラインフランケン方言の一つであるウンターマインラント方言が話されている。しばしば誤解されるが、ウンターフランケン方言は使われていない。ウンターマインラント方言のバリエーションとしてカールグルント方言が遺されている。これは、周辺のアシャッフェンブルクやグロースオストハイム訛りのようなウンターマインラント方言からも区別される。

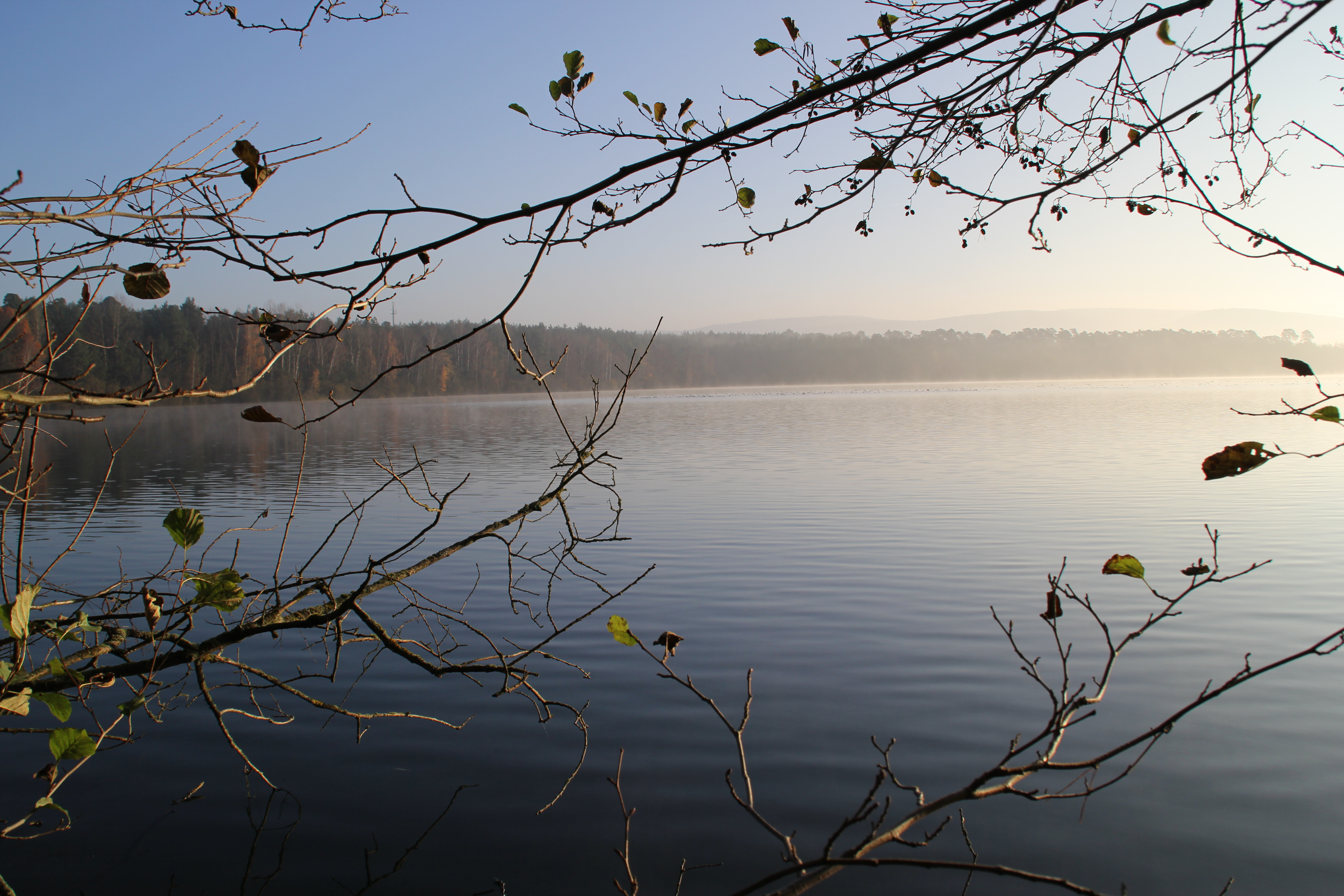
ヘルシュタイナー・ゼー

### 自然
- この地域の重要な風景場の要素として、アルツェナウの広大な果樹園があげられる。幹の高い樹木は、セアカモズやコキンメフクロウといった珍しい種類の動物の重要な生活場所となっている。幹の高い果樹の栽培は、市から経済的援助を受けている。
- この他にエコロジーの点からとても重要なのが、「アルツェナウアー・ザンデ」自然保護区のザントマーガーラーゼンフレッヒェ（砂地の栄養分に乏しい芝地）である。ここには危機に瀕した荒れ地の動植物が生息している。
- アルツェナウ市内には、以下の湖がある:
  - ヘルシュタイナー・ゼー（ヘルシュタイン市区）
  - メーアホーフゼー（アルツェナウ市区）
  - ノイフェルトゼー（ヴァッサーロス市区）

### 中核市区

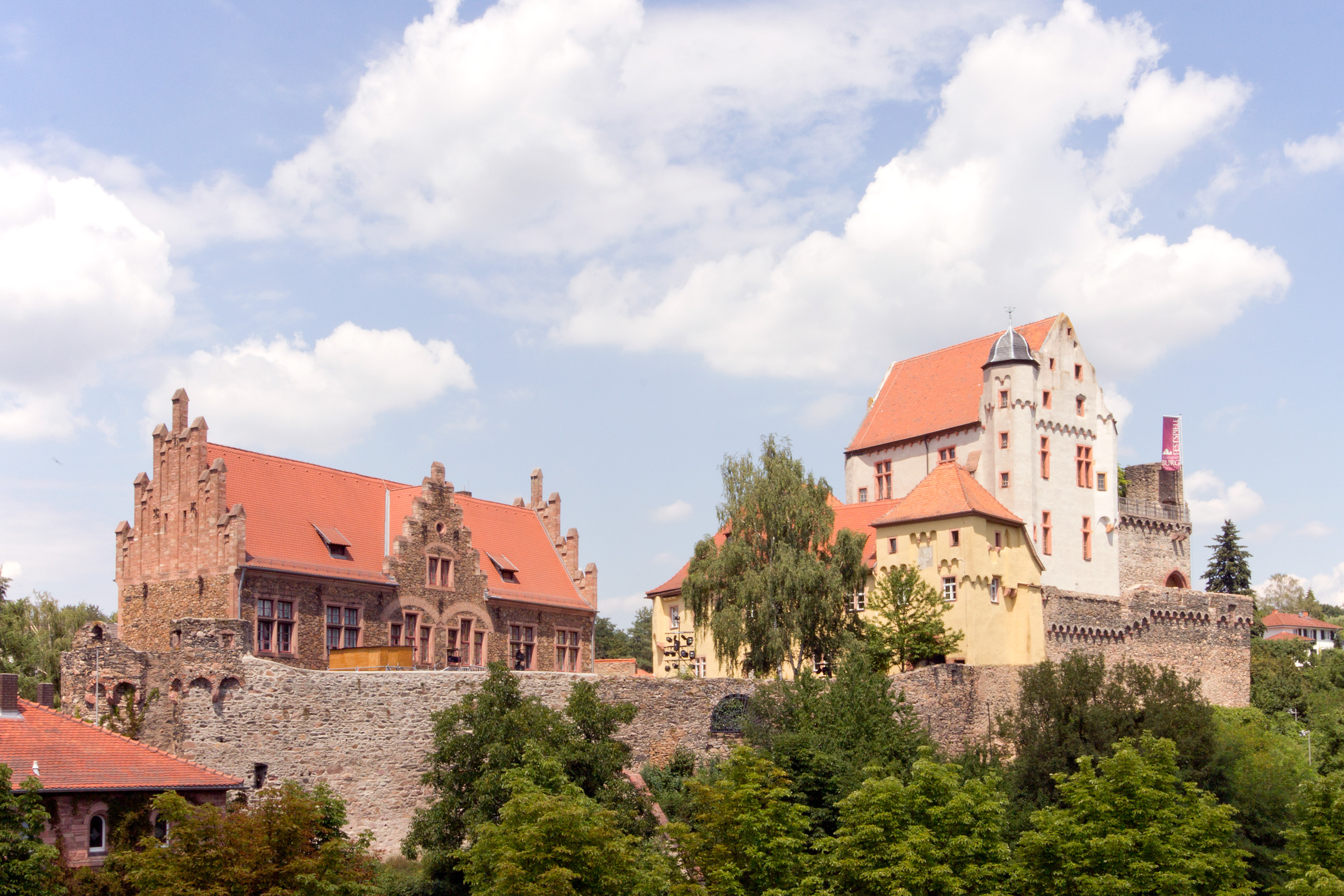
アルツェナウ城

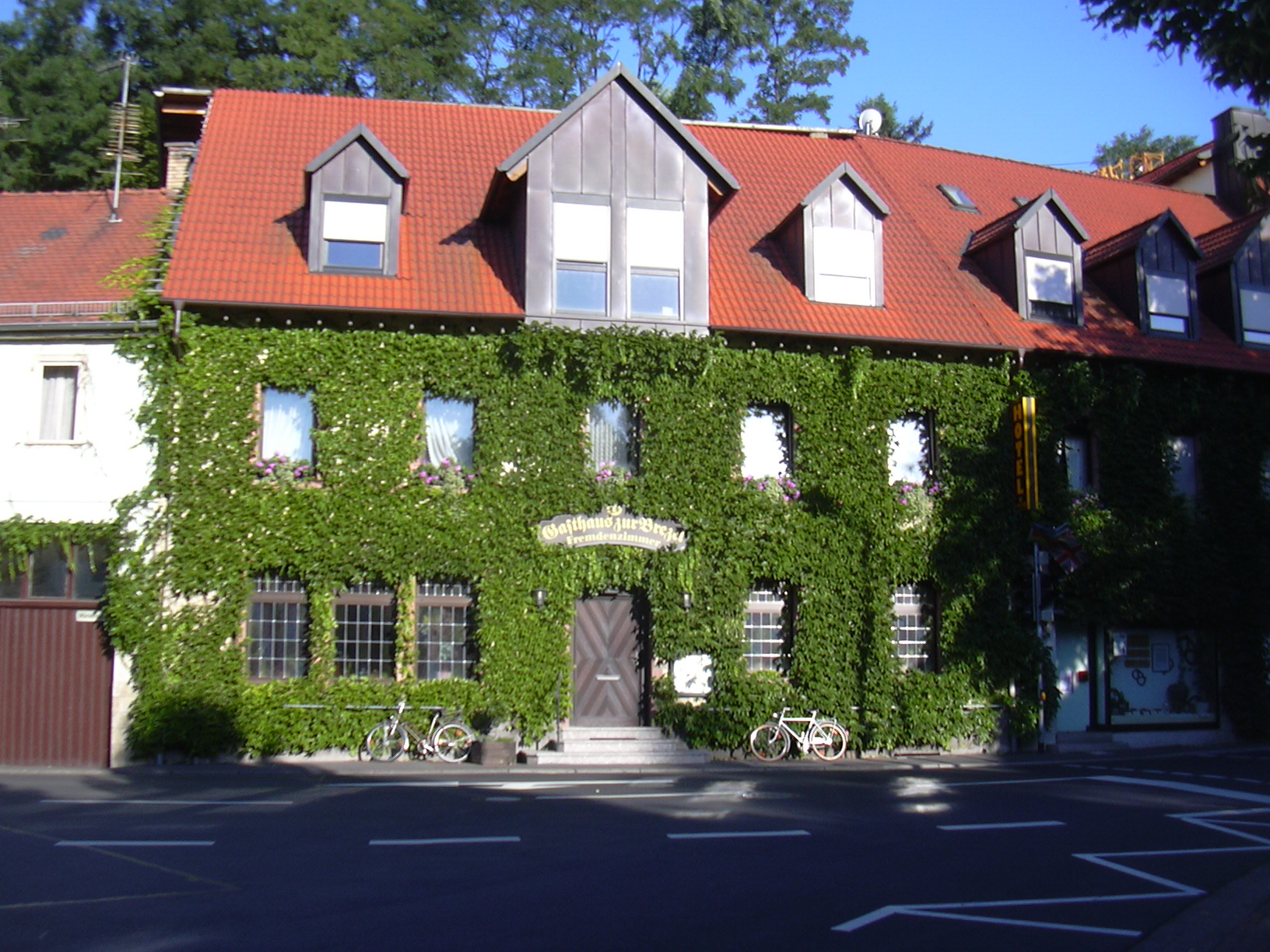
本市最古の旅館「マックス」

- アルツェナウ城では、夏には城砦演劇祭、アルツェナウクラシックス、秋にはバイエルン放送の「フランケンの音楽の魔法」の一部としてフランケンの音楽の日が開催されている。
- アルツェナウ住民は、バロック様式の教区教会である聖ユスティヌス教会の伝統を834年まで遡ると考えている。この頃マインツ大司教オトガールが聖ユスティヌスの遺骨をローマからもたらした。遺骨はフランクフルト＝ヘーヒストのユスティヌス教会に納められたが、1298年に聖アルバン・フォア・マインツ修道院に移され、聖遺物の一部はゼーリゲンシュタットのアインハルト＝バシリカ近くの修道院にも分けられた。この修道院のあるベネディクト会士が、現在の墓地の場所にあったヴィルムンツハイム教区教会の担当となったことから横のつながりが生まれ、アルツェナウで聖ユスティヌスが崇められるようになった。破壊されたヴィルムンツハイムの教会で現存しているのは1本の柱頭だけである。マルクト広場のこのバロック教会が建設されたのは1758年である。
- 1860年から1862年に建設された市庁舎は、学校として計画されたが、その後バイエルン王国のベツィルクスアムトの庁舎とされた。1974年からブンター砂岩でなされた増築によって、古典主義建築に現代建築を組み合わせた建築となった。
- 本市最古の旅館で「マックス」と呼ばれる建物は、1744年に初めて「宿屋」としてゼーリゲンシュタット修道院の目録に記録されている。この文書には、この建物がアルツェナウの主人に売却されたと記されている。このツタに覆われた建物を1995年に購入した現在の所有者は、小さなブルワリーを併設したホテルに改装し、1516年のビール純粋令に従ったビールを生産している。
- 歴史的な木立の公園内にあるメスマー邸には現在レストランが入居している。
- ソーラー学習路は、内市街 (3.5 km) と外市街 (総距離 12 km) に 20 の例を示して光発電の応用例を紹介している。このソーラー学習路では、アルツェナウでソーラーモジュールを製造しているショット・ソーラー（旧ASE）とアルツェナウ市の共同プロジェクトについても紹介されている。
- 現在のマクシミリアン＝コルベ＝ハウスの近くに、この街に何世紀もの間存在したユダヤ人コミュニティのシナゴーグがあった。ここには、シナゴーグ破壊と、絶滅収容所に送致されたユダヤ系住民に対する記念碑が建てられている[16]。

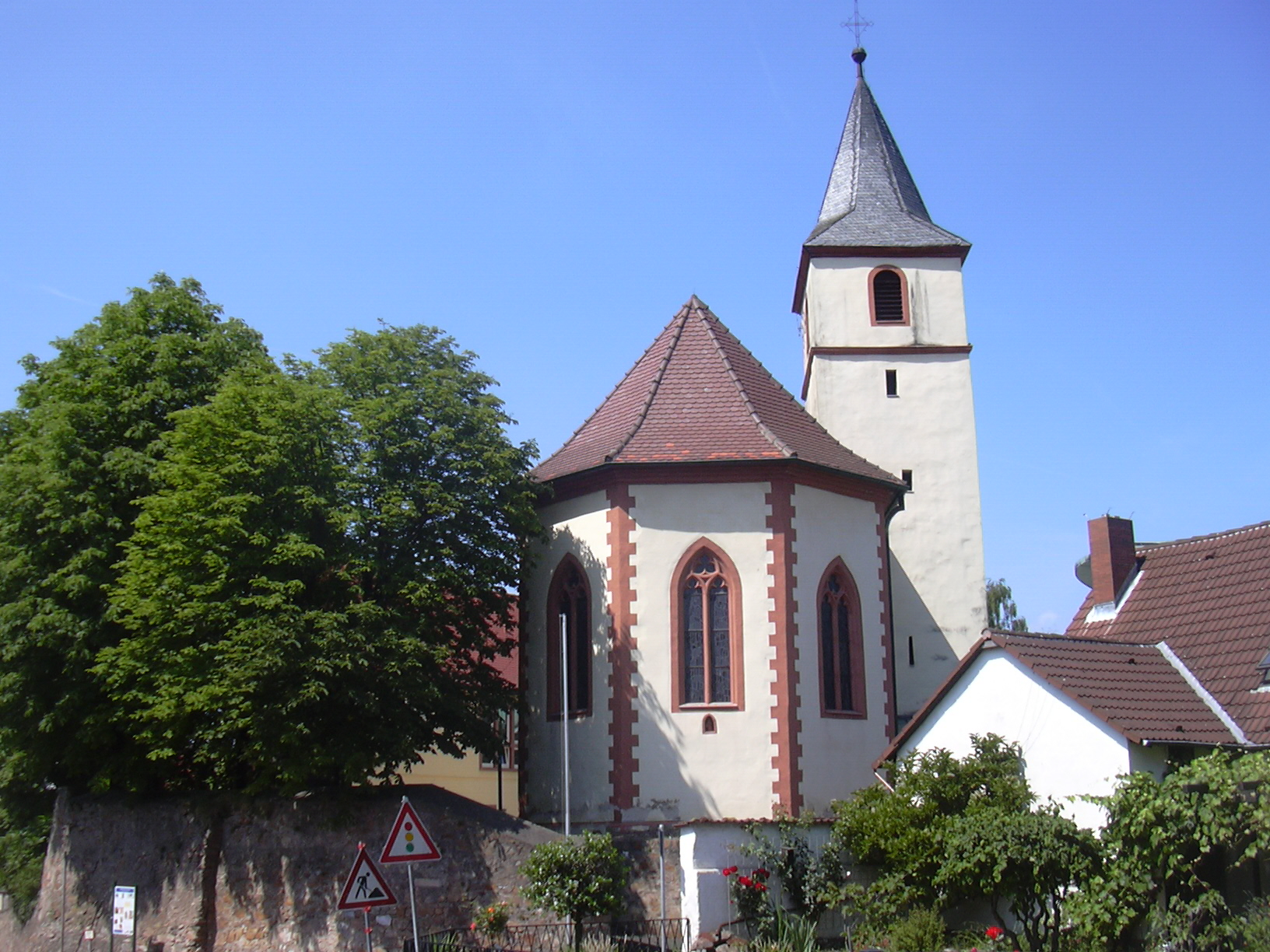
ケルベラウの巡礼教会

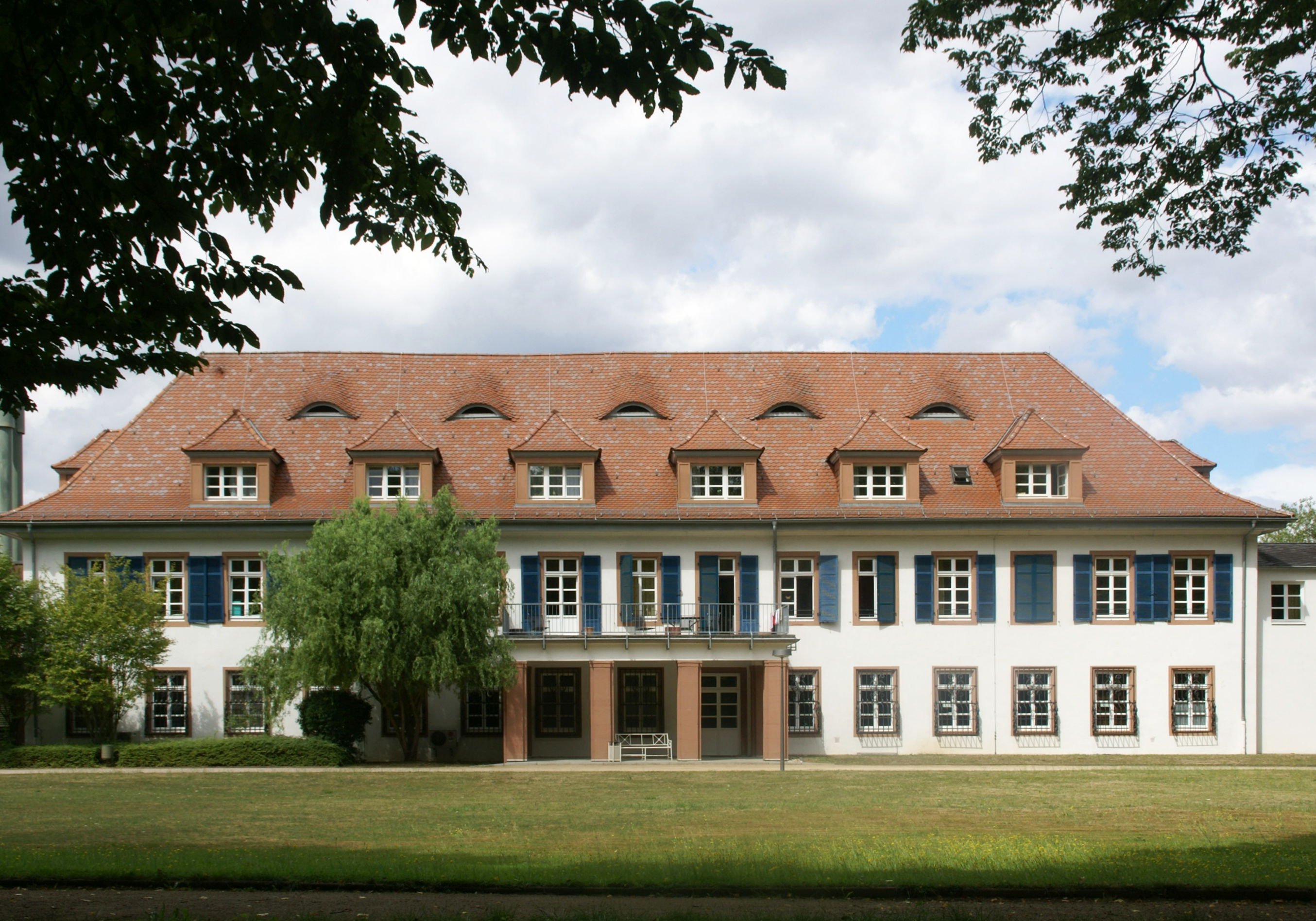
ヴァッサーロスの城館

### 市区および郊外
アルツェナウ周辺の自転車道や遊歩道のいくつかは、2000年から2003年までEUによって推進されたプロジェクト「文化的風土のパスウェイ」によるヨーロッパ文化の道アルツェナウI, II, III と関連づけられる。これらのルートでは、注目すべき目標物について標識が設けられ、解説がなされている。
- ケルベラウの巡礼教会。何度もの建設期（14世紀から16世紀）を経て、1955年から1957年に大規模な拡張工事を受けたこの教会は、パロッティ会（ドイツ語版、英語版）修道院の傘下にある。この巡礼教会は「マリア・ツーム・ヴィント」像（直訳すると「風に向かうマリア」）を聖像として祀っている。長さ 1.5 km の自転車道がアルツェナウ城の悲しみのマリア記念碑までを結んでいる。さらに自転車道は、ハーネンカムの展望塔やレストランに至る。（アルツェナウ文化の道2「森と巡礼」）
- ヴァッサーロスの城館には現在、郡立病院が入居している。
- ヘルシュタインとヴァッサーロスとの間にあるユダヤ人墓地は、アシャッフェンブルク郡で最大のものである。1812年に造成され、国家社会主義の時代にひどく荒廃したが第二次世界大戦後に再整備された。ここには266基の墓石がある。
- ヘルシュタインのカトリック教区教会（1473年）は、ロマネスク様式の防衛塔を有している。
- ランデンブルクとフェアゲッセネ城の城趾は中世後期の埋蔵文化財である。
- 歴史的なブドウ山がアルツェナウから南はヴァッサーロスやヘルシュタイン、北東はミヒェルバッハやアルプシュタットにまで広がっている。（アルツェナウ文化の道1のテーマは「ワインと領主」である）
- マイゼンハウゼン城館（1753年）は、ミヒェルバッハ市区の私有地内にある。
- バロック様式のミヒェルバッハの小城（1730年）は、ミヒェルバッハの旧地主貴族の在郷邸宅であったが、2006年からアルツェナウ市の郷土博物館が入居している。
- ミヒェルバッハの聖ラウレンティウス教会は、1777年に先代教会堂の跡地に建てられた。

- メスマー邸
- ユダヤ人墓地
- ヘルシュタインのカトリック教会
- マイゼンハウゼン城館
- ミヒェルバッハの小城
- 聖ラウレンティウス教会

### 年中行事
- KTZVヘルシュタインによるオステライアーズーヒェンとキュッケングッゲン（復活祭の月曜日）
- 音楽クラブ「コンコルディア」ミヒェルバッハ 1923 e.V. のオーケストラコンサート（枝の主日、ミヒェルバッハ学校体育館）
- ワイン、チーズと吹奏楽（キリスト昇天祭前の日曜日、ミヒェルバッハの小城）
- KTZVヘルシュタインによるヘーネヴェットクレーエン（聖霊降臨祭の月曜日）
- ヴァッサーロス市区パルクホテルの夏の庭で開催されるパルクのワイン祭（聖体の祝日の週）
- TV 1901 ミヒェルバッハのワイン村（5月最終週の週末、小城前）
- エルメットゲッサー・ワイン祭（6月最終週の週末、MGV 1913 ハルモニー・ヘルシュタイン）
- 市祭（マルクト広場と内市街地区、8月の第2週の週末）
- KTZVヘルシュタインによるギッケルスケルプ（8月の最終週の週末）
- ホテル・クロンーネのホーフ祭（9月第1週の週末）
- ミヒェルバッハのブドウ祭（9月/10月）
- フランケン音楽の日々（10月から11月、合唱曲と室内楽曲）
- キャンドルライトのメロディー（11月第2週の週末、プリショスハレ、地元の「アコーディオン・オーケストラ・アルツェナウ e.V.」による）
- クリスマスマーケット（第1アドヴェントの週末）
- パンフェストは、アルツェナウで最も古い箇所であるヴィルムンツハイマー通りの「パン」中心部で行われる最も古い街道祭で、1978年から2008年まで祝われていた。新しい流儀では、カールアウエに面した市祭の庭で開催される。

## 人物

### 出身者
- アレクサンダー・ライポルト（1969年 - ）フリースタイル・レスリング選手。シドニーオリンピックで優勝したが、ドーピングのため剥奪された。
- ハイコ・ヴェスターマン（1983年 - ）サッカー選手
- スベニャ・フート（1991年 - ）女子サッカー選手

## 引用
1. ↑  https://www.statistikdaten.bayern.de/genesis/online?operation=result&code=12411-003r&leerzeilen=false&language=de Genesis-Online-Datenbank des Bayerischen Landesamtes für Statistik Tabelle 12411-003r Fortschreibung des Bevölkerungsstandes: Gemeinden, Stichtag (Einwohnerzahlen auf Grundlage des Zensus 2011)
2. ↑  Max Mangold, ed (2005). Duden, Aussprachewörterbuch (6 ed.). Dudenverl. p. 150. ISBN 978-3-411-04066-7
3. ↑  Gemeindeverzeichnis-Informationssystem (GV-ISys)（2015年10月5日 閲覧）
4. ↑  Byerische Lnadesbibliothek Online - Akzenau i.UFr., St（2015年10月6日 閲覧）
5. ↑  Zahlen und Fakten - Einwohner in den Stadtteilen（2015年6月現在）（2015年10月6日 閲覧）
6. 1 2 3  Wolf-Armin Frhr. v. Reitzenstein: Lexikon fränkischer Ortsnamen. Herkunft und Bedeutung. C.H.Beck, München 2009, ISBN 978-3-406-59131-0, S. 24.
7. ↑  Friedrich Kluge, Max Bürgwisser, Bernd Gregor, Elmar Seebold: Etymologisches Wörterbuch der deutschen Sprache. 22. Auflage. de Gruyter, Berlin 1989, ISBN 3-11-006800-1, S. 186.
8. 1 2  Unser Kahlgrund 1980. Heimatjahrbuch für den Landkreis Alzenau. Herausgegeben von der Arbeitsgemeinschaft zur Heimatforschung und Heimatpflege des Landkreises Alzenau, Landrat des Kreises. ISSN 0933-1328.
9. ↑  Heinrich Gottfried Gengler: Regesten und Urkunden zur Verfassungs- und Rechtsgeschichte der deutschen Städte im Mittelalter, Erlangen 1863, S. 32
10. ↑  Wilhelm Volkert (Hrsg.): Handbuch der bayerischen Ämter, Gemeinden und Gerichte 1799–1980. C.H.Beck’sche Verlagsbuchhandlung, München 1983, ISBN 3-406-09669-7, S. 417.
11. ↑  Statistisches Bundesamt (Hrsg.): Historisches Gemeindeverzeichnis für die Bundesrepublik Deutschland. Namens-, Grenz- und Schlüsselnummernänderungen bei Gemeinden, Kreisen und Regierungsbezirken vom 27. Mai 1970 bis 31. Dezember 1982. W. Kohlhammer GmbH, Stuttgart und Mainz 1983, ISBN 3-17-003263-1, S. 736.
12. ↑  バイエルン州統計局: アシャッフェンブルク郡に属す市町村の2014年3月16日の議員選挙結果（2015年10月7日 閲覧）
13. ↑  Bayerns Gemeinden - Stadt Alzenau i.UFr.（2015年10月7日 閲覧）
14. ↑  Alzenau - Partnerstädte（2015年10月7日 閲覧）
15. ↑  Das IHK-Standortportal für Bayern - Stadt Alzenau i.UFr.（2015年10月7日 閲覧）
16. ↑  Gedenkstätten für die Opfer des Nationalsozialismus. Eine Dokumentation, Band 1. Bundeszentrale für politische Bildung, Bonn 1995, ISBN 3-89331-208-0, S. 112 f.